# Colonization (série)
Colonization é uma trilogia de livros de história alternativa escrita por Harry Turtledove. Age como uma continuação da tetralogia Worldwar, e mostra as tensões entre a humanidade e os racianos na década de 1960, vintes anos após a invasão.
Os racianos se estabeleceram e planejam colonizar mais da metade da superfície da Terra, o que inclui os territórios da África, Austrália, China, Ásia meridional, América Latina, península Ibérica e Polônia (que consiste no território pré-guerra e a Prússia Oriental). Os Estados Unidos, o Canadá, a União Soviética, o Grande Reich Alemão (Alemanha e os territórios ocupados durante a Segunda Guerra Mundial), o Reino Unido, e o império do Japão são as únicas outras potências restantes quando a frota de colonização da raça, de oitenta a cem milhões de colonos, chega. A humanidade e a raça ainda tentam tirar vantagem uns dos outros.

## Situação
A raça conquistou mais da metade da Terra, com exceção das grandes potências da primeira metade do século XX. Os colonos estão tentando se adaptar às condições do planeta (por exemplo, liberando espécies alienígenas no ambiente, ameaçando o ecossistema). A URSS fornece armas para o partido comunista de Mao Tsé-Tung, a Alemanha Nazista ataca as bases da raça na Polônia (e falha, resultando na morte do Führer Ernst Kaltenbrunner, seus altos funcionários, a destruição nuclear de grande parte da Alemanha e a remoção das instalações espaciais nazistas). A capital alemã foi transferida para Flensburg e Walter Dornberger se torna o novo Führer. A França recupera sua independência e instaura uma nova Quarta República. Os Estados Unidos são liderados pelo presidente Earl Warren. A União Soviética é governada pelo ex-comissário estrangeiro Vyacheslav Molotov. 

## Tecnologia
A invasão inicial beneficiou a tecnologia humana. Com o fim da segunda rodada de combates, a tecnologia alienígena está sendo rapidamente absorvida pela humanidade. Embora a raça permaneça superior em tecnologia, eles estão rapidamente perdendo terreno à medida que a tecnologia humana avança.
No final de Colonization: Aftershocks, os Estados Unidos e o Reich já têm naves espaciais flutuando no cinturão de asteroides. Os estadunidenses também lançaram duas naves espaciais. A URSS, os EUA e a Alemanha já estabeleceram uma base lunar e os EUA e a Alemanha puseram um homem em Marte, mas a Alemanha foi a primeira.

## Crítica e recepção
Um escritor do Irish Independent elogiou a série como uma das melhores obras de Turtledove.